# Estefanía Banini
Estefanía Romina Banini Ruiz (Ciutat de Mendoza, 21 de juny de 1990) és una futbolista argentina que juga com a migcampista, actualment al Llevant Badalona. Ha sigut internacional amb la selecció argentina.

## Primers anys
Estefanía Banini va néixer a la ciutat de Mendoza, Argentina. És filla de Tito Banini i Elizabeth Ruiz. Banini es va iniciar futbolísticament en el Club Cementista de Mendoza, un club de futbol sala masculí, al que va ingressar als 5 anys. Als 16 anys va passar a formar part del club Las Pumas de la mateixa ciutat.

### Colo-Colo
Després del seu bon acompliment en la Copa Amèrica Femenina 2010, és contactada pel preparador físic de Colo-Colo, Paulo Escudey, qui inicia les gestions perquè el club incorpore a la jugadora argentina. Finalment Banini segella un acord d'un any amb Colo-Colo, el qual considera un sou de USD $ 500 a 600.
En el seu primer any a la casa alba, aconsegueix els campionats d'Apertura i Clausura. A més obté el subcampionat de la Copa Libertadores Femenina 2011 després de perdre per 1-0 davant el São José.
A l'any següent aconsegueix el triplet, després de vèncer en el Campionat d'Obertura 2012. Va disputar la Copa Libertadores Femenina 2012, arribant a la final continental davant el Foz Cataratas. El partit va finalitzar 0:0, per la qual cosa va definir mitjançant llançaments de penal, instància en la qual Colo-Colo es va imposar 4:2 i es va coronar campió de Copa Libertadores per primera vegada.
El seu gran acompliment amb les albes acabaria traduint-se en l'obtenció del premi a la Millor esportista del futbol femení de Xile, sent la primera estrangera a obtenir-ho des de la seva instauració en 2007.

### Washington Spirit
El 22 de gener de 2015, el club nord-americà Washington Spirit va anunciar la contractació de la migcampista argentina, gràcies a gestions realitzades pel exentrenador de la selecció femenina de futbol de l'Argentina, Ezequiel Nicòsia. El 8 de maig del mateix any, després d'amb prou feines quatre partits disputats, el club comunica que la jugadora estarà fora de les pistes per 5 a 6 mesos, després d'una lesió del seu genoll dret.

### València Club de Futbol
Després del seu pas efímer per la National Women's Soccer League, decideix posar rumb al Vell Continent fitxant per l'equip merengot. Un any després tornaria al Washington.

### Internacional

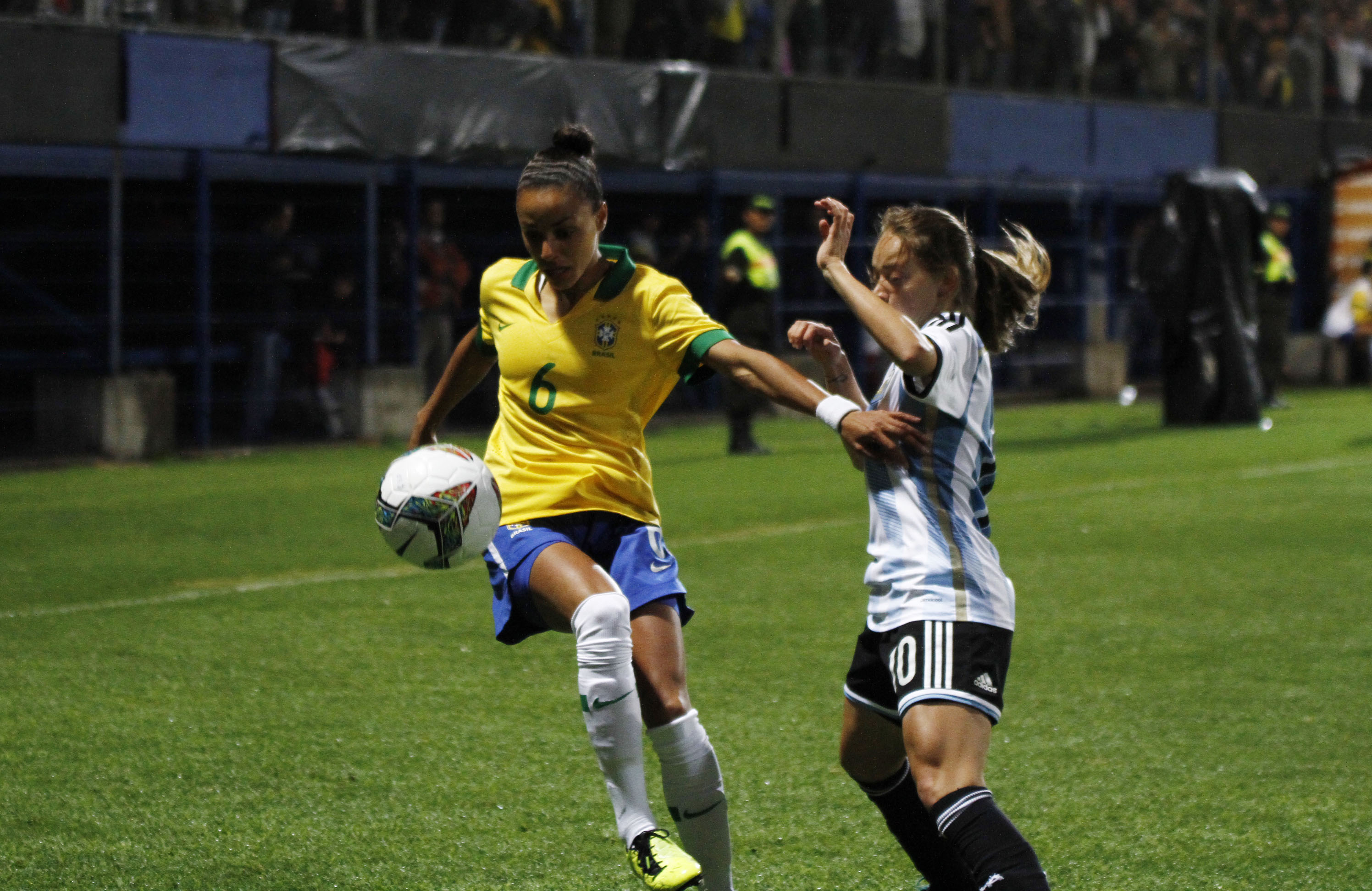
Banini marcant a la brasilera Rilany, en un dels partits de la fase final de la Copa Amèrica Femenina 2014.

Ha estat internacional amb la selecció femenina de futbol de l'Argentina des de 2010.